# Margarita Kearney Taylor
Margarita Kearny Taylor (Southampton, 8 de enero de 1890 - Madrid, 2 de diciembre de 1982) fue una británica afincada en España que fundó y dirigió en Madrid el salón de té Embassy, en su primitivo emplazamiento de la Castellana.

## Biografía
Hija de Ellen Taylor y padre desconocido –como también lo fuera su madre–, Margarita se trasladó a Inglaterra en su juventud, trabajando hacia 1920 en Bournemouth.
En esa misma década de 1920 se desplazó a París, donde nació su hija Consuelo de una relación con un diplomático español. Tras conseguir que su hija llevase los apellidos de su padre, en 1931 se trasladaron a Madrid, donde tras unos años colaborando en la factoría de la General Motors, abrió con otros dos socios la cafetería Embassy, al estilo de los salones de té de París e ideado para atraer a la clientela extranjera y adinerada de esa zona de embajadas. Tras el período de la Segunda Guerra Mundial, en que vivió temporalmente en su país, regresó a España y reabrió el «Embassy».
En el año 1975 Margarita Kearney Taylor traspasó el negocio aunque se mantuvo como accionista y alma del local. Murió el 2 de diciembre de 1982 y fue enterrada en el Cementerio de los Ingleses de Madrid.

## Actividades de espionaje y ayuda a los judíos
Tras su muerte fue apareciendo documentación sobre la actividad que durante la posguerra española y el desarrollo de la Segunda Guerra Mundial, relacionaban su cafetería con diversas peripecias relacionadas con el nazismo y los judíos perseguidos, y otras actividades de los servicios secretos británicos.